# Monti Ernici
Die Monti Ernici (Hernikerberge nach dem altitalischen Volk der Herniker) sind eine Gebirgskette in den Apenninen. Sie erstrecken sich zwischen den Regionen Latium und den Abruzzen. Sie grenzen an die Flüsse Aniene und Liri. Die höchsten Gipfel sind der Monte Passeggio (2064 m), Pizzo Deta (2041 m), Monte Fragara (2006 m) und Monte Ginepro (2004 m).
Der Pozzo d’Antullo ist eine Doline bei Collepardo im Monte Ernici. 

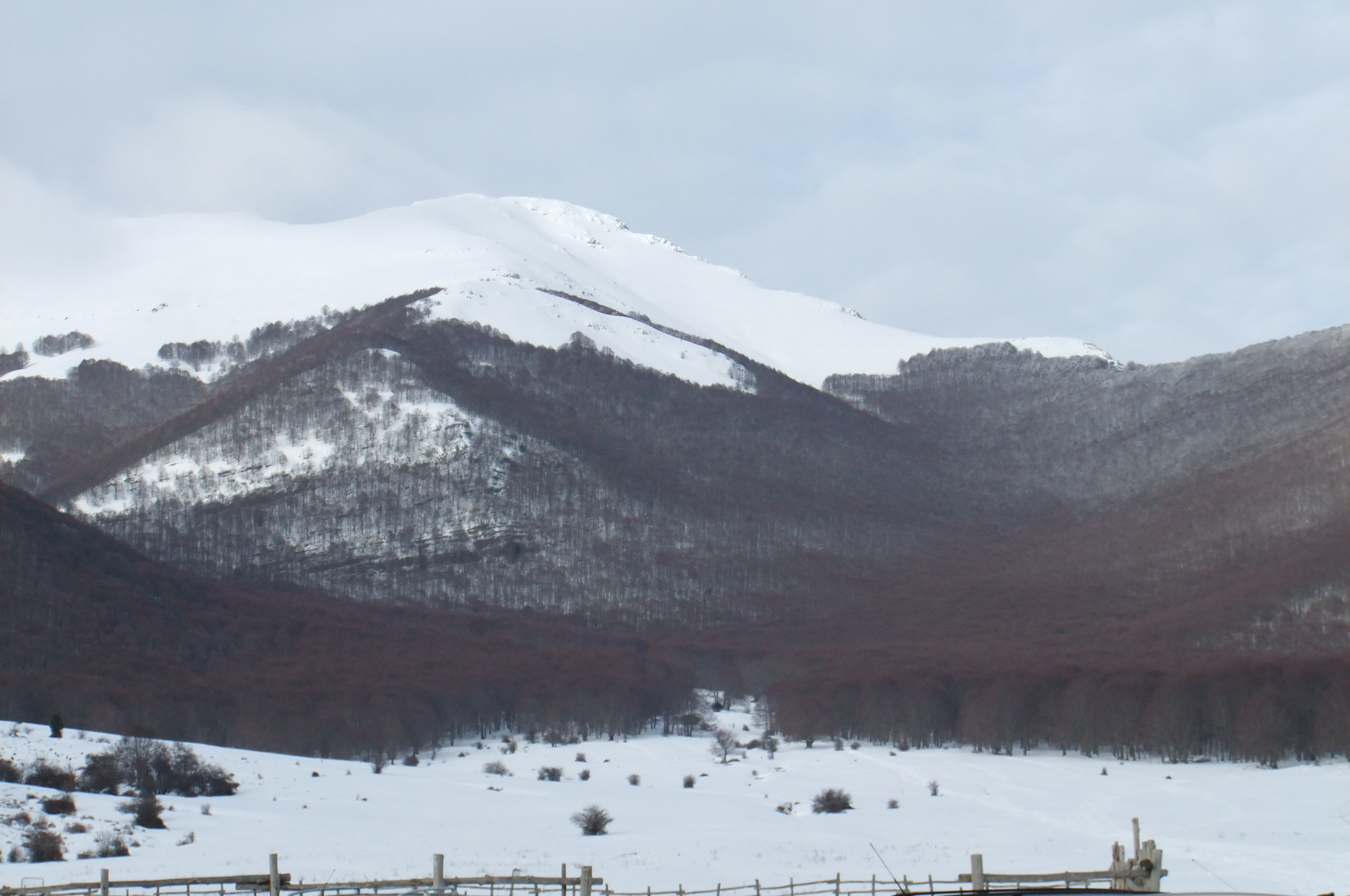
Pizzo Deta